# New Haven (Nueva York)
New Haven es un pueblo ubicado en el condado de Oswego en el estado estadounidense de Nueva York. En el año 2000 tenía una población de 2,930 habitantes y una densidad poblacional de 36 personas por km².

## Geografía
New Haven se encuentra ubicado en las coordenadas 43°28′47″N 76°18′55″O / 43.47972, -76.31528.

## Demografía
Según la Oficina del Censo en 2000 los ingresos medios por hogar en la localidad eran de $40,324 y los ingresos medios por familia eran $44,900. Los hombres tenían unos ingresos medios de $36,042 frente a los $21,632 para las mujeres. La renta per cápita para la localidad era de $16,957. Alrededor del 11.3% de la población estaban por debajo del umbral de pobreza.